# Východosibiřské moře

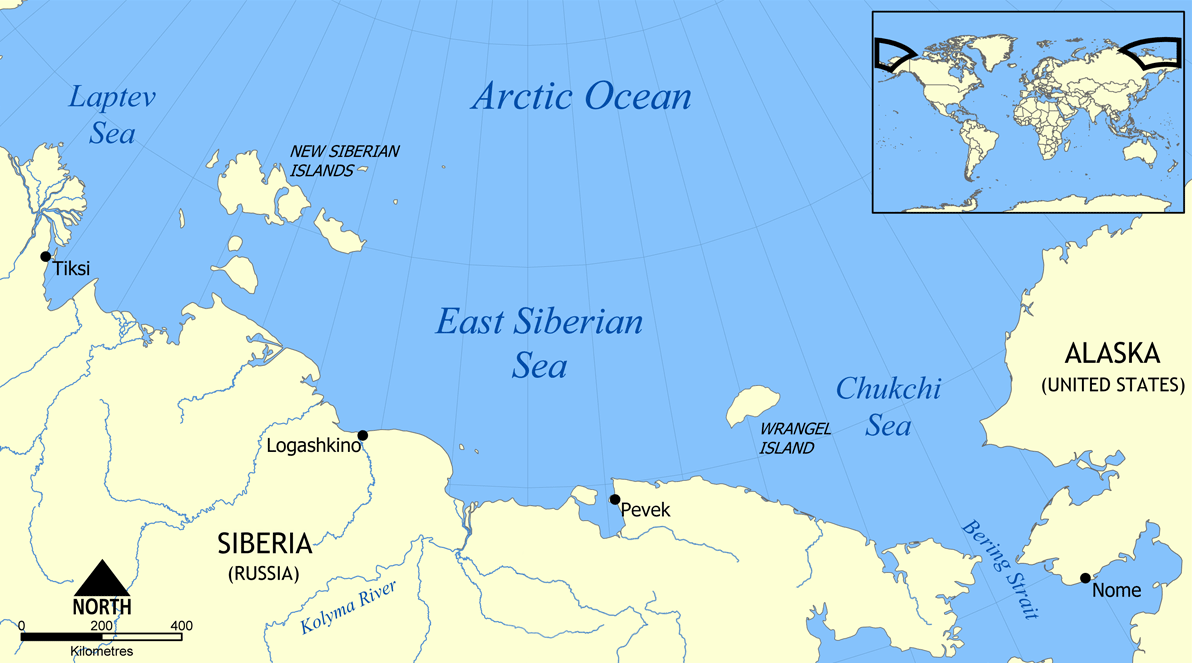
Mapa s polohou moře

Východosibiřské moře je okrajovou částí Severního ledového oceánu při severním pobřeží Ruska. Leží mezi Novosibiřskými a Wrangelovým ostrovem. Má rozlohu asi 913 000 km² a hloubku až 915 m. Na západě sousedí s Mořem Laptěvů, na východě s mořem Čukotským.
Východosibiřské moře má velmi členité pobřeží. Ústí do něj řeky Indigirka, Alazeja a Kolyma. Východosibiřské moře je většinou celoročně pokryto ledem.